# Sur l'Adamant
Pour plus de détails, voir Fiche technique et Distribution.
Sur l'Adamant est un film documentaire franco-japonais réalisé par Nicolas Philibert sorti en 2023. Il remporte l'Ours d'or à la 73e Berlinale,.
Premier opus d'un triptyque sur les unités intra-hospitalières du pôle Paris centre, le deuxième film s'intitule Averroès & Rosa Parks, tourné à Charenton, le dernier, (La machine à écrire et autres sources de tracas), porte sur les visites à domicile effectuées chez les patients de l'Adamant.

## Synopsis
À l'Adamant, centre de jour situé quai de la Rapée dans le 12e arrondissement de Paris, on accueille sur une péniche des adultes souffrant de troubles psychiques. On y pratique la psychiatrie institutionnelle : l'équipe qui en est responsable fait partie de celles qui tentent de résister le plus possible à la décadence et à la déshumanisation de la psychiatrie. Elle offre aux patients une routine quotidienne et les aide à reprendre pied dans la vie quotidienne avec des ateliers thérapeutiques et un accompagnement de rééducation psychosociale.
Ce film nous invite à embarquer à la rencontre des patients et des soignants qui inventent jour après jour leur quotidien. L'équipe Adamant est composée de psychiatres, de psychologues, d'infirmières, d'ergothérapeutes, d'éducateurs spécialisés, de psychomotriciens, de personnel hospitalier et d'art-thérapeutes. Patients et soignants sont filmés pendant sept mois.

## Fiche technique
Sauf indication contraire, les informations mentionnées dans cette section peuvent être confirmées par la base de données cinématographiques IMDb,  présente dans la section « Liens externes ».
- Titre français : Sur l'Adamant
- Réalisation, scénario et montage : Nicolas Philibert
- Photographie : Nicolas Philibert
- Son : Erik Ménard, François Abdelnour
- Production : Miléna Poylo, Gilles Sacuto, Céline Loiseau
- Sociétés de production : TS Productions, Longride Inc.
- Société de distribution : Les Films du losange
- Pays de production :  France,  Japon
- Format : couleur
- Genre : documentaire
- Durée : 109 minutes
- Dates de sortie :
  - Allemagne : 24 février 2023 (Berlinale 2023)
  - France : 19 avril 2023

## Avec
- Sabine Berlière, Mamadi Barri, Walid Benziane, Romain Bernardin, Jean-Paul Hazan, Pauline Hertz, Frédéric Prieur, Sébastien Tournayre, Muriel Thourond (des patients et soignants)

## Accueil

### Accueil critique
En France, le site Allociné propose une moyenne de 4,2⁄5, fondée sur 26 critiques de presse.

### Box-office
(septembre 2024).
| Pays ou région | Box-office     | Date d'arrêt du box-office | Nombre de semaines |
| -------------- | -------------- | -------------------------- | ------------------ |
| France         | 42 447 entrées | en cours                   | 1                  |

Pour son premier jour d'exploitation en France, Sur l'Adamant a réalisé 7 422, dont 4 302 en avant-premières, pour un total de 234 séances proposées. En comptant pour ce premier jour les avant-premières, le film se positionne en quatrième place du box-office des nouveautés pour sa journée de démarrage, derrière La plus belle pour aller danser (9 034) et devant La Conférence (7 385).
Au bout d’une première semaine d’exploitation dans les salles françaises, le long-métrage totalise 42 447 entrées, pour 1 545 séances proposées. Si l'on ne comptabilise pas les avant-premières, Sur l'Adamant se positionne en treizième place au box-office hebdomadaire, derrière Les Aventures de Ricky (41 010) et devant Les Complices (34 495).

## Distinctions

### Récompense
- Berlinale 2023 : Ours d'or[10]

### Nomination
- César 2024 : Meilleur film documentaire